# Římskokatolická farnost Bravantice
Římskokatolická farnost Bravantice je farnost římskokatolické církve v děkanátu Bílovec ostravsko-opavské diecéze.
Farním kostelem je pozdně gotický, roku 1779 barokně přestavěný kostel svatého Valentina v Bravanticích.

## Historie
Podle zprávy zprostředkované Gregorem Wolným se na krucifixu hlavního oltáře bravantického kostela dříve nacházel nápis dokládající existenci oltáře a nepřímo fary k roku 1343. Spolehlivá nejstarší zmínka o faře v Bravanticích se vztahuje k roku 1440, kdy zdejší farář Hieronym vyměnil své zdejší místo za místo oltářníka při kostele v Bílovci. Zpráv o farnosti z raného novověku je málo, je však doloženo, že roku 1561, tj. v době, kdy již byla ve zdejším kraji silně rozšířena reformace, byla dosud katolická. V následujících téměř sto letech o ní nejsou zprávy; za třicetileté války zřejmě zanikla, roku 1652 se zde však připomíná (jako již několik let působící) farář Hermogenes Ulnerus pocházející z Fuldy.
K farnosti patřily původně vedle Bravantic také vesnice Olbramice, Janovice a Zbyslavice. Vedle toho od roku 1660 zhruba do roku 1670 byly z Bravantic spravovány i Klimkovice a v letech 1668 až 1671 také Jistebník. Olbramice, Janovice a Zbyslavice se však z obvodu bravantické farnosti vyčlenily roku 1900 při založení nové farnosti v Olbramicích a od té doby tvoří obvod farnosti pouze vesnice Bravantice.
Patronát bravantické fary náležel vždy vrchnosti, naposledy knížatům von Blücher-Wahlstatt.
Farnost je součástí bíloveckého děkanátu od jeho založení roku 1670, předtím náležela zřejmě s celým Bíloveckem k opavskému děkanátu. Do roku 1996 byla součástí (arci)diecéze olomoucké, od uvedeného roku pak nově vytvořené diecéze ostravsko-opavské.
Roku 1859 na území farnosti žilo 1994 římských katolíků, dva evangelíci a dva židé.V roce 1930 žilo ve farnosti 1187 obyvatel, z čehož 1180 (99 %) se přihlásilo k římskokatolickému vyznání.
V období po druhé světové válce je farnost většinou spravována excurrendo z některé z okolních farností. Do roku 2005 ji spravovali kněží z Bílovce (do 1990 Rudolf Sikora, 1990–2005 Karel Javorek), od roku 2005 je bravantickým administrátorem farář v Olbramicích Paweł Kukiola.

## Bohoslužby
| Kostel                   | Místo      | Bohoslužba (den) | Hodina     | Poznámka     |
| ------------------------ | ---------- | ---------------- | ---------- | ------------ |
| kostel svatého Valentina | Bravantice | pátek neděle     | 18.00 8.00 | farní kostel |